# Ori and the Blind Forest
Ori and the Blind Forest ist ein Metroidvania-Spiel, das von Moon Studios, einem unabhängigen Entwicklerstudio aus Österreich, entwickelt wurde und von Microsoft Studios vertrieben wird. Das Spiel wurde am 11. März 2015 für Xbox One und Windows als Download-Titel veröffentlicht. Für Ende 2015 war die Veröffentlichung einer Version für Xbox 360 angekündigt.
Am 11. März 2016 wurde für die Xbox One eine Definitive Edition zu Ori and the Blind Forest veröffentlicht, die einige neue Inhalte besitzt. Es gibt alternative Möglichkeiten, die Umgebungen zu erkunden, die Rätsel zu lösen und Widersacher zu erledigen. Außerdem wurde ein Easy-Modus dem Spiel hinzugefügt. Die Neuauflage erschien am 27. April 2016 auch für Windows. Am 27. September 2019 erschien sie auch für die Nintendo Switch. Das Genre wird als Metroidvania bezeichnet.
Auf der E3 2017 wurde das für Februar 2020 geplante Sequel Ori and the Will of the Wisps vorgestellt. Es erschien am 11. März 2020.

## Handlung
Der Spieler steuert Ori, einen weißen Schutzgeist des Waldes. Vor langer Zeit wurde Ori in einem Sturm, der eine Kette verheerender Ereignisse in Gang setzte, vom Geisterbaum getrennt und von dem bärhaften Wesen Naru adoptiert und aufgezogen. Im Prolog ist zu sehen, wie der Geisterbaum viele Jahre später nach Ori ruft und anschließend der Wald Nibel (der Ort, an dem das Spiel stattfindet) im Sterben liegt. Mangels Nahrung stirbt Naru, was Ori wieder zu einem Waisenkind macht. Voller Trauer und ohne Hoffnung geht Ori hinaus in den Wald, bis es seine Kräfte verlassen und es stirbt. Mit letzter Kraft belebt der Geisterbaum Ori wieder, sodass es sich auf eine Suche begibt, deren Ziel es ist, dem Wald Nibel wieder zu seinem alten Glanz zu verhelfen. Gleich zu Beginn findet Ori ein Lichtwesen namens Sein, welches sich als das Licht und die Augen des Geisterbaums zu erkennen gibt, und Ori fortan auf dessen Mission leitet und beschützt. Ori ist anfangs sehr schwach und kann selbst keine Feinde angreifen, sodass dieser Part von Sein übernommen wird. Im Laufe des Abenteuers gewinnt Ori immer mehr Fähigkeiten hinzu, wodurch es möglich wird, neue Bereiche zu erkunden.

## Spielprinzip
Der Spieler muss den kleinen Waldgeist Ori durch visuell sehr unterschiedlich gestaltete, miteinander verbundene Gebiete wie einen Wald, eine Grotte, verschiedene Tunnelsysteme und Sümpfe, einen Vulkan usw. manövrieren, um die einzelnen Bereiche der Spielwelt vor dem Verfall zu retten. Dazu muss der Spieler in jedem Sektor ein Element finden und wieder an seinen Platz in einem Schrein bringen. Dies gestaltet sich durch immer komplexer werdende Passagen und anspruchsvolle Movement-Sektionen sowie Rätsel zunehmend schwieriger. Zu Beginn des Spiels hat Ori so gut wie keine Fähigkeiten außer einem einfachen Sprung und dem schwachen Lichtstrahl seines schwebenden Begleiters, doch nach und nach erhält der Waldgeist durch Storyfortschritt, das Sammeln von Skillpunkten und Aktivieren von Elementar-Artefakten eine Vielzahl von Upgrades. Speicherpunkte können dabei frei gesetzt werden – außer in einigen unsicheren oder beweglichen Sektionen – und dienen zugleich als Zugang zum Talentbaum. Das Verwenden von Speicherpunkten kostet allerdings Energie.
Der Schwerpunkt des Spiels liegt auf den anspruchsvollen Rätseln und kniffligen Levelabschnitten.
Wichtigstes Alleinstellungsmerkmal des Spiels ist jedoch die akustische und grafische Darstellung des Spielverlaufs. Moon Studios wollten ein audiovisuelles Erlebnis erschaffen.
Bestzeiten, Rekorde, Punktzahlen oder andere Interessen stehen ganz klar im Hintergrund.
Das Spiel ist auf dem PC mit der Tastatur spielbar, für ein optimales Spielerlebnis wird allerdings ein Gamepad empfohlen.

## Rezeption
Das Spiel erhielt überwiegend positive Kritiken, Metacritic ermittelte eine Bewertung von 88 Punkten, basierend auf 73 (Xbox) bzw. 12 (PC) Kritiken. GameStar bezeichnete den Titel als Genremeilenstein und vergab 88 von 100 Punkten.